# Срирасми
Мом Сира́сми Махидол (тайск. พระเจ้าวรวงศ์เธอ พระองค์เจ้าศรีรัศมิ์ พระวรชายาฯ), урождённая — Сира́сми Акхарапхонгпри́ча (род. 1971) — принцесса Таиландская (до 2014 года), жена будущего короля Маха Вачиралонгкорна с 2001-го по декабрь 2014 года.

## Биография
Родилась 9 декабря 1971 года в провинции Самутсонгкхрам, была третьим ребёнком в семье Афирута и Уонтани Акхарапхонгприча. Семья имела скромный достаток и у Сирасми было ещё четыре брата. Училась в бизнес-колледже в Бангкоке и в 1993 году в возрасте 22 лет поступила на службу к наследному принцу в качестве дворцовой фрейлины. В 1997 году поступила в Открытый университет Сукхотай Тамматхират и в 2002 году закончила его со степенью бакалавра в области управления бизнесом. Принц Вачиралонгкорн, по тайской традиции, лично вручал ей диплом. В 2007 году получила степень магистра в области домашней экономики в университете Касетсарт.

### Принцесса Таиланда
10 февраля 2001 года на частной церемонии во дворце Нонтхабури, являющемся собственностью наследника престола, Сирасми вышла замуж за принца Маху Вачиралонгкорна. Общественность была поставлена в известность об этом событии лишь спустя некоторое время. Принц, ранее дважды женатый и имеющий детей от предыдущих жён, заявил о своем намерении остепениться: «Мне 50 лет, и я считаю, что должен иметь полноценную семью» (при этом Срирасми была почти на двадцать лет младше супруга).
14 февраля 2005 года было объявлено о беременности Срирасми. 29 апреля 2005 года в больнице Сирирадж путём кесарева сечения у неё родился сын — Дипангкорн Расмичоти, принц Таиландский, ставший наследником своего отца (дети от предыдущего брака были лишены наследства).
В благодарность за рождение внука, король Пхумипон Адульядет присвоил ей титул «принцесса Таиланда» и официальное обращение «Её Королевское Высочество», как к супруге наследного принца. 17 июня 2005 года в Тронном зале Анантасамаком в Бангкоке состоялась королевская церемония по случаю первого месяца со дня рождения ребёнка. Срирасми стала инициатором кампании «Любовь и забота от матери к детям» («Sai Yai Rak Jak Mae Су Luk»), пропагандирующей грудное вскармливание. Во время этой кампании были использованы фотографии её сына.
В 2014 году принц Маха Вачиралонгкорн лишил родственников жены права именоваться членами королевской семьи; деятельность некоторых из них стала предметом уголовного расследования. В декабре 2014 года принцесса Срирасми, согласно официальным сообщениям, добровольно отказалась от королевского титула, Сирасми и Вачиралонгкорн официально развелись.
Родственников принцессы лишили почетных званий и титулов из-за того, что некоторые из них оказались втянуты в коррупционные скандалы. Родители бывшей принцессы Таиландской Сирасми Сувади признаны виновными в клевете в адрес королевской семьи и приговорены к 2,5 годам лишения свободы. Трое братьев бывшей принцессы Таиландской Сирасми Сувади приговорены к 5,5 годам тюремного заключения.